# SHOP99

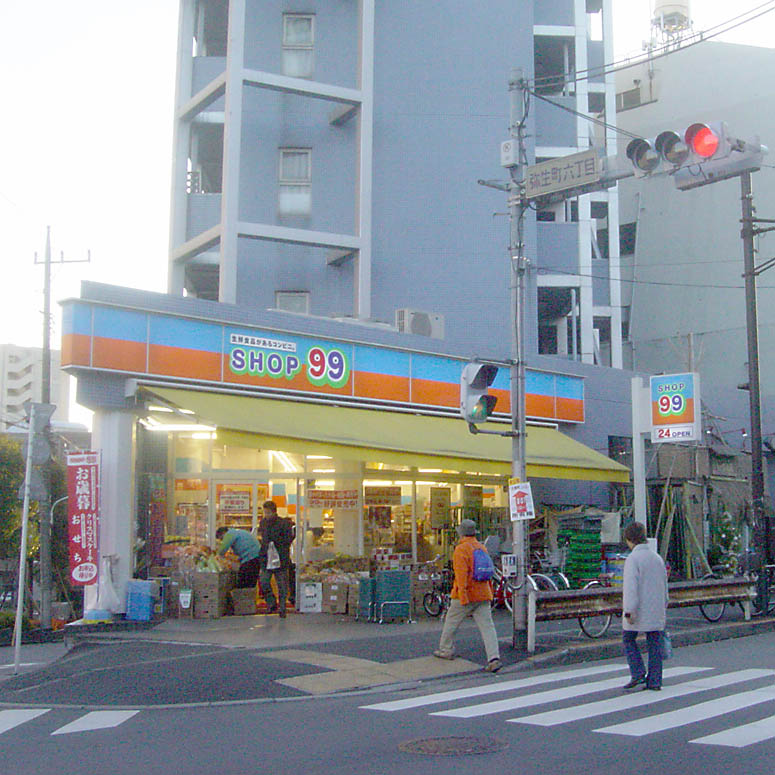
SHOP99方南町店（東京都中野区・現在はローソンストア100）

SHOP99（ショップきゅうきゅう）は、日本にかつて存在した均一価格型のスーパーマーケット(生鮮コンビニ)である。
運営会社は、株式会社九九プラス（きゅうじゅうきゅうプラス、英: Ninety-nine Plus Inc. ）。本社は東京都新宿区西新宿にあったが現在は解散している。
2011年（平成23年）7月20日までに、SHOP99の全店舗がローソンストア100に改称し、2014年（平成26年）2月1日に株式会社ローソンマート（現株式会社ローソンストア100）へオペレーション機能を承継した上で、吸収合併されて解散した。

## 概要
アメリカの均一価格チェーンストアをヒントに事業を立ち上げ、100円ショップの価格と食品スーパーの品ぞろえ、コンビニエンスストアの規模と3つの業態を合わせた業態で運営された。多くの商品が店舗名の「99」に由来して消費税抜99円、税込104円（当時税率5％）で販売されていた（ローソンストア100への一元化後は税抜100円、税込110円、食料品は軽減税率108円となっている）。また、生鮮食品が売り上げの約40%を占めており、生鮮コンビニである点も特徴である。プライベートブランドとして価格志向のQQ Labelを販売しており、売り上げの約30%を占める。
顧客の要望により、税抜き99円以外の商品や新聞・雑誌（これらは定価販売）を扱う店舗もあり、さらに商品によっては25円、50円の物もあり、「○個で99円」という価格設定になっていた。
毎月9日前後に「九の市（きゅうのいち）」、月末には「月末市」と題したセールを行っていた。セール内容は店頭に掲示された広告や公式サイトで確認できた。セール品の販売は午前10時から開始していたが、2008年（平成20年）7月に終了した。
出店地域は東京・名古屋・大阪の大都市圏が中心であり、郊外と比較して既存の市街地への立地が多かった。出店に際しての特徴としては利便性が高い一方で雑居ビルや集合住宅が立地する「二等地」を選定しているほか、コンビニ閉店後の空き店舗への居抜き出店を行っており、地代の削減を図っている。

## 店舗運営
利益率の低い食料品や価格の変動する野菜を破格の値段で販売し、コスト削減が効かないナショナルブランド品の比率も高く、多くの100円ショップと比べて利益は極めて薄く、急激な店舗展開による人員不足など、課題は残っていた。
定価販売が原則のコンビニとは異なり、販売期限が近づいた生鮮食品などは、10円から半額の値引き販売を行うことで廃棄ロスを軽減させていたが、本来は99円の商品であるため利益を損なっていた。
また店舗名では99円均一を「売り」としてはいたが、弁当やナショナルブランドなど、商品売価が99円ではない商品も多くあった。
創立当初からPOSシステムなどは導入されておらず、全て小型の手打ちレジで代金を精算していた。その後、一部店舗では固定式でバーコードを読み取る精算端末レジも導入されたが、全店に展開される事はなかった。また店員の人員不足などのため、店舗ごとのオペレーションにバラつきが大きかった。

## 沿革
1996年（平成8年）、主に東京都西部でスーパーマーケットを運営していた株式会社ベスト内の事業部により、東京都立川市若葉町に、SHOP99の前身となる「99エンオンリーストア」一号店が開業した。
2000年（平成12年）、株式会社九九プラスを設立し、株式会社ベストから独立。フランチャイズ展開を開始する。2001年（平成13年）には新店舗出店時における店名を「SHOP99」に統一、プライベートブランドとしてQQ Labelを発売する。2004年（平成16年）よりイメージキャラクターに草彅剛を起用。
2007年（平成19年）2月28日、ローソンと業務提携し、ローソングループの一員となった。その際に行われた記者会見では、首都圏を中心に展開しているローソンストア100の店舗を将来的にはSHOP99へ統合する方向性が示されていた。
しかし、後に方針転換し、2008年（平成20年）2月18日付のSHOP99プレスリリースにて、SHOP99からローソンストア100への統合と、PB（プライベートブランド）商品を共通化する新たな方向性を発表、それに沿った試験的な店舗展開が行われ、一部店舗はローソンストア100に衣替えした。
2008年（平成20年）7月、ローソンが株式公開買付け（TOB）を発表し、元親会社で筆頭株主であったキョウデンほかの賛同によりTOBが成立。2008年（平成20年）9月5日にローソンはキョウデン保有の株式などを取得し、九九プラスを子会社化した。これにともない、既存店舗をSHOP99からローソンストア100への屋号変更・改装の本格的実施を発表した。
2009年（平成21年）5月1日付で、ローソンストア100を展開する株式会社バリューローソン、同年12月には九九プラス関西をそれぞれ吸収合併。店舗運営や商品仕入機能の一元化、店舗ブランドの統合加速などにより、さらなる競争力強化を図った。
2009年（平成21年）11月、ローソンが2010年（平成22年）3月1日付で株式交換によって九九プラスを完全子会社化すると発表。しかし、2010年（平成22年）2月9日に、ローソン子会社のローソンエンターメディアで、役員が約150億円もの資金を不正に流用していた問題が発覚。ローソンは交換比率に影響が出ると判断し、株式交換を一時中止した。
その後、業績への影響が確定したことから交換比率を再算定、2010年（平成22年）4月14日に二度目の株式交換契約を締結した。同年6月25日付でジャスダック上場廃止となり、7月1日付でローソンの完全子会社となった。2011年（平成23年）には全店舗がローソンストア100に移行し、統合を完了させた。
2014年（平成26年）2月1日、ローソンに吸収合併。オペレーション機能を株式会社ローソンマート（現株式会社ローソンストア100）へ承継した上で、株式会社九九プラスは解散した。

### 年表
- 1996年（平成8年）4月 - スーパーマーケットを運営していた株式会社ベスト内に事業部を発足。東京都立川市若葉町に「99エンオンリーストア」の店名で1号店を開店。
- 2000年（平成12年）10月 - 株式会社九九プラスを設立し、株式会社ベストから独立。同月、フランチャイズ展開を開始。
- 2001年（平成13年）
  - 3月 - 総店舗数50店（直営46店、FC4店）達成
  - 1月 - 新CIを導入。以降、新店舗における店名を「SHOP99」に統一。
  - 7月 - 株式会社キョウデンの出資を受け、傘下に入る。

- 2002年（平成14年）
  - 新規出店100店舗達成[13]
  - 6月 - 当時、同じキョウデングループの関西チコマート株式会社を、株式会社チコマートから買収。

- 2003年（平成15年）4月1日 - 子会社の関西チコマート株式会社を株式会社九九プラス関西に社名変更。

- 2004年（平成16年）
  - 2月　新規出店300店舗達成
  - 8月　新規出店400店舗達成[13]
  - 9月9日 - ジャスダックに上場。

- 2005年（平成17年）
  - 1月　新規出店500店舗達成[13]
- 2007年（平成19年）
  - 2月28日 - 株式会社ローソンと業務資本提携を発表。
  - 3月16日 - ローソンが第三者割当増資を引き受け、第2位の大株主（20%）となる。
  - 12月28日 - ローソンがキョウデンから株式の4.8%を買取り、所有割合25.6%となる。
- 2008年（平成20年）
  - 1月10日 - ローソンが第三者割当増資を引き受け、筆頭株主（34.2%）となる。
  - 7月15日 - ローソンが、連結子会社化を目指してTOBを発表。
  - 9月5日 - TOB成立により、ローソンは株式77.67%（これまでの保有分を含む）を取得し、連結子会社化。
- 2009年（平成21年）
  - 5月1日 - 株式会社バリューローソンを簡易吸収合併。
  - 6月25日 - 株主総会において、登記上の本店を東京都小平市学園東町一丁目4番39号から本社所在地（西新宿）に移転。
  - 11月19日 - ローソンとの間で株式交換契約を締結。
  - 12月1日 - 株式会社九九プラス関西を簡易吸収合併。
- 2010年（平成22年）
  - 1月21日 - 臨時株主総会で、ローソンとの株式交換契約を承認。
  - 2月9日 - 株式交換契約を合意解除し、親会社のローソンによる完全子会社化が一時中止。
  - 4月14日 - ローソンとの間で二度目の株式交換契約を締結。
  - 5月21日 - 定時株主総会で、ローソンとの株式交換契約を再承認。
  - 6月25日 - ジャスダック取引終了。
  - 6月28日 - ジャスダック上場廃止。
  - 7月1日 - 株式交換によりローソンの完全子会社となる。
- 2011年（平成23年）7月20日 - SHOP99が、全店「ローソンストア100」となる[2]。
- 2014年（平成26年）2月 - ローソンに吸収合併。株式会社九九プラスは解散。

## テーマソング
店内BGMとして流されるオリジナルテーマソングがあった。作詞・作曲は元親会社のキョウデングループ会長のはしもとひろし、編曲は平家徹也、歌は高橋ひろこ。
2004年（平成16年）にCDが99円で店頭にて発売された。現在は同社サイトのアーカイブでダウンロード可能。ちなみに、お笑い芸人の増谷キートンがテーマソングとして使用している。
CDが発売される前から「SHOP99テーマソング」が店内に流れていたが、同じ曲でも歌詞の出だし・メロディが一部異なっており、別の人物が歌っていた。
2004年頃までは別の曲も使われており、99（ナインティナイン）を連呼する曲や子供番組風の曲、「SHOP99チャレンジクッキング」司会のプリンセスサッチーとオカマ口調のマロンが掛け合いをする「SHOP99チャレンジクッキング テーマソング」もあった。

## SHOP99ゲームシリーズ
各店舗でWindows用ゲームソフトを99円（税込104円）で販売していた。
同時期にはダイソーも「ザ・ゲームシリーズ」を100円（税込105円）で発売している。
タイトルリスト
- ポーカー
- HANAGE2〜遥かな幻影に〜
- 解体業者スクラッパーズ
- 大忙しの料理店
- 麻雀
- リバーシ
- ブラックジャック
- ジグソーパズル
- 五目並べ
- ジャンシュー